# Canton d'Annœullin
Le canton d'Annœullin est une circonscription électorale française du département du Nord créée par le décret du 17 février 2014. Elle tient lieu de circonscription d'élection des conseillers départementaux et entre en vigueur lors des élections départementales de 2015.

## Histoire
Un nouveau découpage territorial du Nord (département) entre en vigueur à l'occasion des premières élections départementales suivant le décret du 17 février 2014. Les conseillers départementaux sont, à compter de ces élections, élus au scrutin majoritaire binominal mixte. Les électeurs de chaque canton élisent au Conseil départemental, nouvelle appellation du Conseil général, deux membres de sexe différent, qui se présentent en binôme de candidats. Les conseillers départementaux sont élus pour 6 ans au scrutin binominal majoritaire à deux tours, l'accès au second tour nécessitant 12,5 % des inscrits au 1er tour. En outre la totalité des conseillers départementaux est renouvelée. Ce nouveau mode de scrutin nécessite un redécoupage des cantons dont le nombre est divisé par deux avec arrondi à l'unité impaire supérieure si ce nombre n'est pas entier impair, assorti de conditions de seuils minimaux. Dans le Nord, le nombre de cantons passe ainsi de 79 à 41.
Le canton d'Annœullin est formé de communes des anciens cantons de Seclin-Sud (7 communes), de La Bassée (11 communes), de Lomme (2 communes), de Pont-à-Marcq (3 communes) et de Haubourdin (1 commune). Il est entièrement inclus dans l'arrondissement de Lille. Le bureau centralisateur est situé à Annœullin.

## Représentation
| Période élective | Période élective | Mandat | Mandat   | Identité        | Nuance | Nuance | Qualité                                                                                                 |
| ---------------- | ---------------- | ------ | -------- | --------------- | ------ | ------ | --- |
| 2015             | 2021             | 2015   | 2021     | Marie Cieters   |        | LR     | Permanente politique Maire-adjointe de Phalempin                                                        |
| 2015             | 2021             | 2015   | 2021     | Philippe Waymel |        | LR     | Ancien kinésithérapeute Maire de La Bassée Ancien conseiller général du Canton de La Bassée (1994-2015) |
| 2021             | 2028             | 2021   | en cours | Marie Cieters   |        | LR     | Conseillère sortante, Vice-Présidente du conseil départemental (éducation, collèges)                    |
| 2021             | 2028             | 2021   | en cours | Philippe Waymel |        | LR     | Conseiller sortant                                                                                      |

### Résultats détaillés

#### Élections de mars 2015
À l'issue du 1er tour des élections départementales de 2015, deux binômes sont en ballottage : Perrine Collette et Pierre Gawron (FN, 34,34 %) et Marie Cieters et Philippe Waymel (Union de la Droite, 30,38 %). Le taux de participation est de 50,68 % (29 080 votants sur 57 375 inscrits) contre 46,81 % au niveau départemental et 50,17 % au niveau national.
Au second tour, Marie Cieters et Philippe Waymel (Union de la Droite) sont élus avec 59,36 % des suffrages exprimés et un taux de participation de 50 % (15 137 voix pour 28 688 votants et 57 376 inscrits).

#### Élections de juin 2021
Le premier tour des élections départementales de 2021 est marqué par un très faible taux de participation (33,26 % au niveau national). Dans le canton d'Annœullin, ce taux de participation est de 33,59 % (19 925 votants sur 59 320 inscrits) contre 30,39 % au niveau départemental. À l'issue de ce premier tour, deux binômes sont en ballottage : Marie Cieters et Philippe Waymel (Union à droite, 34,24 %) et Guy Cannie et Patricia Plancke (RN, 23,56 %).
Le second tour des élections est marqué une nouvelle fois par une abstention massive équivalente au premier tour. Les taux de participation sont de 34,36 % au niveau national, 31,01 % dans le département et 33,35 % dans le canton d'Annœullin. Marie Cieters et Philippe Waymel (Union à droite) sont élus avec 72,33 % des suffrages exprimés (13 070 voix pour 19 782 votants et 59 323 inscrits),,.

## Composition
Le canton d'Annœullin comprend vingt-quatre communes entières.
| Nom                               | Code Insee | Intercommunalité              | Superficie (km2) | Population (dernière pop. légale) | Densité (hab./km2) | Modifier                                    |
| --------------------------------- | ---------- | ----------------------------- | ---------------- | --------------------------------- | ------------------ | ------------------------------------------- |
| Annœullin (bureau centralisateur) | 59011      | Métropole européenne de Lille | 9,01             | 10 887 (2022)                     | 1 208              | modifier les données · modifier les données |
| Allennes-les-Marais               | 59005      | Métropole européenne de Lille | 5,55             | 3 549 (2022)                      | 639                | modifier les données · modifier les données |
| Aubers                            | 59025      | Métropole européenne de Lille | 10,14            | 1 746 (2022)                      | 172                | modifier les données · modifier les données |
| La Bassée                         | 59051      | Métropole européenne de Lille | 3,54             | 6 678 (2022)                      | 1 886              | modifier les données · modifier les données |
| Bauvin                            | 59052      | Métropole européenne de Lille | 3,85             | 5 124 (2022)                      | 1 331              | modifier les données · modifier les données |
| Camphin-en-Carembault             | 59123      | CC Pévèle Carembault          | 7,39             | 1 725 (2022)                      | 233                | modifier les données · modifier les données |
| Carnin                            | 59133      | Métropole européenne de Lille | 2,33             | 1 097 (2022)                      | 471                | modifier les données · modifier les données |
| Don                               | 59670      | Métropole européenne de Lille | 2,32             | 1 401 (2022)                      | 604                | modifier les données · modifier les données |
| Fournes-en-Weppes                 | 59250      | Métropole européenne de Lille | 8,22             | 2 167 (2022)                      | 264                | modifier les données · modifier les données |
| Fromelles                         | 59257      | Métropole européenne de Lille | 8,54             | 1 133 (2022)                      | 133                | modifier les données · modifier les données |
| Hantay                            | 59281      | Métropole européenne de Lille | 2,09             | 1 249 (2022)                      | 598                | modifier les données · modifier les données |
| Herlies                           | 59303      | Métropole européenne de Lille | 7,11             | 2 288 (2022)                      | 322                | modifier les données · modifier les données |
| Illies                            | 59320      | Métropole européenne de Lille | 7,91             | 1 688 (2022)                      | 213                | modifier les données · modifier les données |
| Le Maisnil                        | 59371      | Métropole européenne de Lille | 3,51             | 628 (2022)                        | 179                | modifier les données · modifier les données |
| Marquillies                       | 59388      | Métropole européenne de Lille | 6,91             | 1 971 (2022)                      | 285                | modifier les données · modifier les données |
| Ostricourt                        | 59452      | CC Pévèle Carembault          | 7,60             | 6 014 (2022)                      | 791                | modifier les données · modifier les données |
| Phalempin                         | 59462      | CC Pévèle Carembault          | 7,93             | 4 863 (2022)                      | 613                | modifier les données · modifier les données |
| Provin                            | 59477      | Métropole européenne de Lille | 3,39             | 4 456 (2022)                      | 1 314              | modifier les données · modifier les données |
| Radinghem-en-Weppes               | 59487      | Métropole européenne de Lille | 6,82             | 1 404 (2022)                      | 206                | modifier les données · modifier les données |
| Sainghin-en-Weppes                | 59524      | Métropole européenne de Lille | 7,71             | 5 663 (2022)                      | 735                | modifier les données · modifier les données |
| Salomé                            | 59550      | Métropole européenne de Lille | 5,25             | 3 116 (2022)                      | 594                | modifier les données · modifier les données |
| Wahagnies                         | 59630      | CC Pévèle Carembault          | 5,69             | 2 596 (2022)                      | 456                | modifier les données · modifier les données |
| Wavrin                            | 59653      | Métropole européenne de Lille | 13,55            | 7 777 (2022)                      | 574                | modifier les données · modifier les données |
| Wicres                            | 59658      | Métropole européenne de Lille | 2,77             | 562 (2022)                        | 203                | modifier les données · modifier les données |
| Canton d'Annœullin                | 5902       |                               | 149,13           | 79 782 (2022)                     | 535                | modifier les données                        |

## Démographie
En 2022, le canton comptait 79 782 habitants, en évolution de +3,3 % par rapport à 2016 (Nord : +0,51 %, France hors Mayotte : +2,11 %).
| 2013   | 2018   | 2022   |
| ------ | ------ | ------ |
| 76 137 | 77 714 | 79 782 |